# Alexander von Wrangell

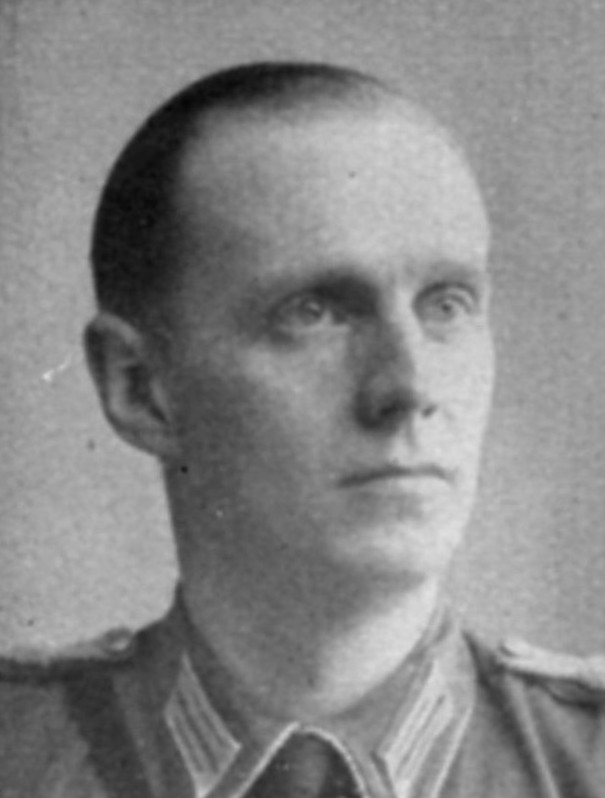
Alexander von Wrangell, um 1933

Alexander Freiherr von Wrangell (* 10. November 1896 in Ostrolenka; † 6. Oktober 1987 in Mühlhausen (Stuttgart)) war ein deutscher Landwirt und Politiker (NSDAP). 

## Leben und Wirken
Alexander Freiherr von Wrangell wurde als russischer Staatsbürger geboren. Nach dem Tod seines Vaters 1899 wuchs er als Halbwaise auf. Während seiner Kindheit, die er in Warschau, Litauen und Estland verbrachte, wurde er von Privatlehrern unterrichtet. Anschließend besuchte er bis 1915 die Oberrealschule in Reval, wo er auch das Abitur ablegte. Von 1916 bis 1918 studierte er Politikwissenschaften an der nach Moskau evakuierten Baltischen Technischen Hochschule und der privaten Universität Schaniawsky. Daneben war er von 1916 bis 1918 als Angestellter bei einer Moskauer Großbank und im höheren Rat für Volkswirtschaft tätig. Vom August bis November 1918 war Wrangell Student an der Baltischen Technischen Hochschule in Riga. Während des Russischen Bürgerkrieges floh von Wrangell, der nun staatenlos wurde, nach Deutschland, wo er 1924 eingebürgert wurde.
Vom Dezember 1918 bis zum Januar 1920 war Wrangell Freiwilliger beim Stoßtrupp zur besonderen Verwendung der Baltischen Landwehr und dann beim Freikorps Bielefeld. Von 1920 bis 1923 arbeitete Wrangell als Bankbeamter in Stuttgart, Berlin und Frankfurt am Main. 1923 heiratete er. Die Ehe hielt bis zum Tod von Wrangells Ehefrau 1976. Von 1924 bis 1925 wurde von Wrangell an der Höheren Lehranstalt für praktische Landwirtschaft in Landsberg an der Warthe zum staatlich geprüften Landwirt ausgebildet. Später übernahm er das Gut Schönberg über Westerhofen.
Im Sommer 1930 schloss Wrangell sich der NSDAP (Mitgliedsnummer 290.179) an, in der er zuerst als Ortsgruppenleiter fungierte. Später übernahm er Aufgaben als Landwirtschaftsfachberater und Redner. Bei der Reichstagswahl vom März 1933 wurde von Wrangell als Kandidat der NSDAP für den Wahlkreis 31 (Württemberg) in den Reichstag gewählt, dem er bis zum November desselben Jahres angehörte. Im Jahr 1938 wurde Wrangell Mitglied der SS (Mitgliedsnummer 225.248).
Nach 1945 geriet Wrangell in US-amerikanische Kriegsgefangenschaft. Nach seiner Rückkehr aus dieser war er bis Februar 1974 auf Gut Schönberg wohnhaft. Er zog danach nach Stuttgart um, wo er bis zu seinem Tode lebte. Er veröffentlichte noch seine Lebenserinnerungen. Wrangells Nachlass ist heute in der Dokumentensammlung des Marburger Herder-Instituts (DSHI) archiviert.